# Eucommia ulmoides
Eucommia ulmoides é a única espécie da família Eucommiaceae de plantas angiospérmicas (plantas com flor).
É uma pequena árvore, endémica do Sul da China, que cresce até aos 15 metros de altura. Está extinta na Natureza, mas continua a ser cultivada pela sua casca, um ingrediente importante da medicina tradicional chinesa. É também a única árvore produtora de borracha que se adapta a clima frios e temperados.

## Uso medicinal
Eucommia ulmoides (comumente chamada 杜仲 "Du Zhong" no idioma chinês), como visto, é uma pequena árvore nativa da China Central, onde é amplamente cultivada devido à sua importância  na Medicina Tradicional (MTC) e/ou como bebida popular e alimento funcional há milhares de anos. 
Seu uso está referido no clássico livro da medicina tradicional chinesa Shennong Bencao Jing, recomendada para aumento da vitalidade e longevidade, como capaz de  aumentar a essência do qi, (classificada no grupo das ervas tonificantes renais) fortalece os tendões e os ossos, fortalece a vontade, a drenagem da urina e retarda o envelhecimento, entre outros efeitos. Historicamente, tem sido comumente usado para aliviar dores na parte inferior do corpo e para fraqueza dos tendões e ossos. Na maioria das formulações tradicionais, com "Du Zhong" serve como um ingrediente relativamente menor em uma grande combinação de ervas, raramente compreendendo até 10% do peso da fórmula. 
A folha, o caule e a casca, bem como a flor estaminada de Eucommia ulmoides Oliv. Dù-zhòng ou Tuchong (em japonês), são utilizadas na medicina tradicional tanto da China, como do Japão, Coréia, e outros países. Cerca de cento e doze compostos de Eucommia ulmoides, incluindo os principais constituintes ativos, lignanas e iridoides, foram isolados e identificados.Estudos in vitro e in vivo indicaram que os compostos monômeros e extratos de Eucommia ulmoides possuem propriedades antioxidantes, anti-inflamatórias, antialérgicas, antimicrobianas, anticâncer, antienvelhecimento, cardioprotetoras e neuroprotetoras,   ou seja, com ampla potencial ação farmacológica, principalmente no tratamento hipertensão, hiperlipemia, diabetes, obesidade, disfunção sexual, osteoporose, doença de Alzheimer, envelhecimento, síndrome do lúpus e imunorregulação. 
Foi demonstrado que os extratos de lignana da casca desta árvore têm efeitos inibitórios na atividade da aldose redutase no miocárdio de ratos espontaneamente hipertensos. 